# Gouvernement transcaspien
Le gouvernement transcaspien (1918 - 1919) était une coalition menée par des mencheviks et des socialistes révolutionnaires (SR) fondée par les cheminots du Chemin de fer transcaspien en 1918. Il était basé à Achgabat et a contrôlé une grande partie de l'actuel Turkménistan  dans le contexte de la guerre civile russe et de la fin de la Première Guerre mondiale où le Royaume-Uni cherche à limiter l'influence des empires allemand et ottoman dans la région.

## Origine
Des sentiments d'autonomie se développaient au sein de la population locale turkmène, avec la formation de l'Armée nationale turkmène en février 1918. Préoccupés par cette situation, le soviet d'Achgabat dominé par les bolcheviks fit appel à Fedor Kolesov (ru), chef du soviet de Tachkent (en), pour obtenir un soutien militaire et déclara qu'il procéderait le 17 juin 1918 à un recensement de tous les hommes armés dans la ville à majorité russe. Cependant, cela a entraîné deux jours d'émeutes.
Le soviet de Tachkent a dépêché des gardes rouges dirigés par V. Frolov et un contingent de la Tchéka qui sont arrivés le 24 juin et ont désarmé l'escadron de cavalerie turkmène qui formait le noyau de l'Armée nationale turkmène. Frolov a promulgué la loi martiale et a personnellement abattu les cinq membres d'une délégation de cheminots qui avaient tenté de lui présenter une pétition. Il se rendit ensuite à Kizil-Arvat pour continuer à rétablir l'ordre bolchevique, mais les cheminots locaux avaient entendu parler des événements et s'étaient armés. Frolov et plusieurs de ses gardes du corps ont alors été abattus et les autres désarmés.

## Le comité exécutif d'Achgabat

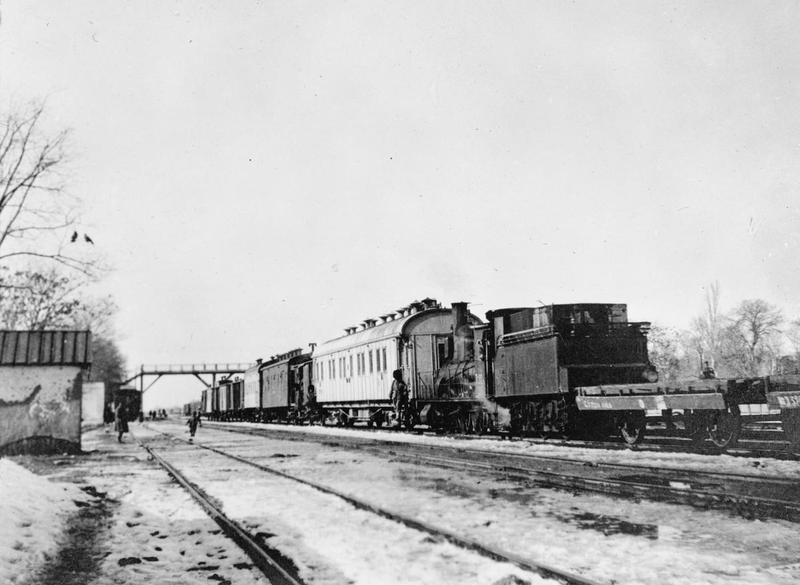
La gare d'Ashkhabad en 1918, photographiée par l'armée britannique

À la suite de cette révolte réussie contre les bolcheviks de Tachkent, les mencheviks et les socialistes révolutionnaires fondent le comité exécutif d'Achgabat le 14 juillet 1918 deux jours après que les bolcheviks aient perdu cette ville. Ils prennent également le contrôle de Merv et Krasnovodsk et arrêtent et exécutent les commissaires bolcheviks de ces villes. Reginald Teague-Jones, le représentant politique de la Grande-Bretagne auprès de ce comité, en donne une description peu flatteuse :
- Fiodor Fountikov (en), conducteur de train et socialiste révolutionnaire, président jusqu'en janvier 1919. Eloquent et fiable mais incompétent car analphabète, grossier et toujours saoul.
- D. Kourilev, vice-président du comité, cheminot. Intelligent et avec un grand sens de l'humour, il portait en permanence un énorme revolver et une valisette contenant les projets en cours.
- Le comte Alexeï I. Dorrer, frère d'un cadre des SR.
- Simion Lvovitch Droujkine. Venu d'Astrakhan le 10 septembre 1918, il a d'abord éliminé les agents bolcheviques d'Achgabat avant de devenir chef du contre-espionnage. Avocat juif membre du parti SR.
- Lev Alexandrovitch Zimine, instituteur venu de Merv et orientaliste, ministre des Affaires étrangères et SR de droite. Honnête homme mais sans talent politique, irritable et étroit d'esprit.
- Vladimir Dhokov, cheminot, représentant du gouvernement à Meched. SR sans esprit pratique et coureur de jupons.

## Les organisations musulmanes
A cette époque, dans la ville d'Achgabat, il existait également deux comités musulmans qui cherchaient à prendre le pouvoir en Transcaspie et donc à secouer la tutelle russe: le Comité provincial musulman, présidé par Oraz Serdar avec l'assistance de Ovazbaïev (progressistes, pro-Turcs et en faveur de l'indépendance du Turkestan), et le Comité exécutif municipal mené par deux Turcs caucasiens, Khanlar Beg Agaïev et Salman Askerov. Lorsque les bolcheviks avaient dissout la Choura-ul-Islam de Tachkent, ces deux comités avaient subi le même sort et leurs chefs avaient dû s'enfuir dans leurs villages d'origine. Ils prirent donc une part active au renversement des bolcheviks et revinrent à Achgabat en juillet 1918.
Début septembre, Ovazbaïev fonda une nouvelle assemblée turkmène dans le village de Bezmein, le Comité exécutif central turkmène, tandis que le colonel Oraz Serdar dirigeait les actions militaires contre les bolcheviks, de concert avec les mencheviks et les Anglais, mais en redoutant que ces derniers prennent le contrôle de la région et en espérant une arrivée imminente des troupes turques.
Militairement, ils pouvaient en particulier s'appuyer sur leur cavalerie.

## L'action militaire

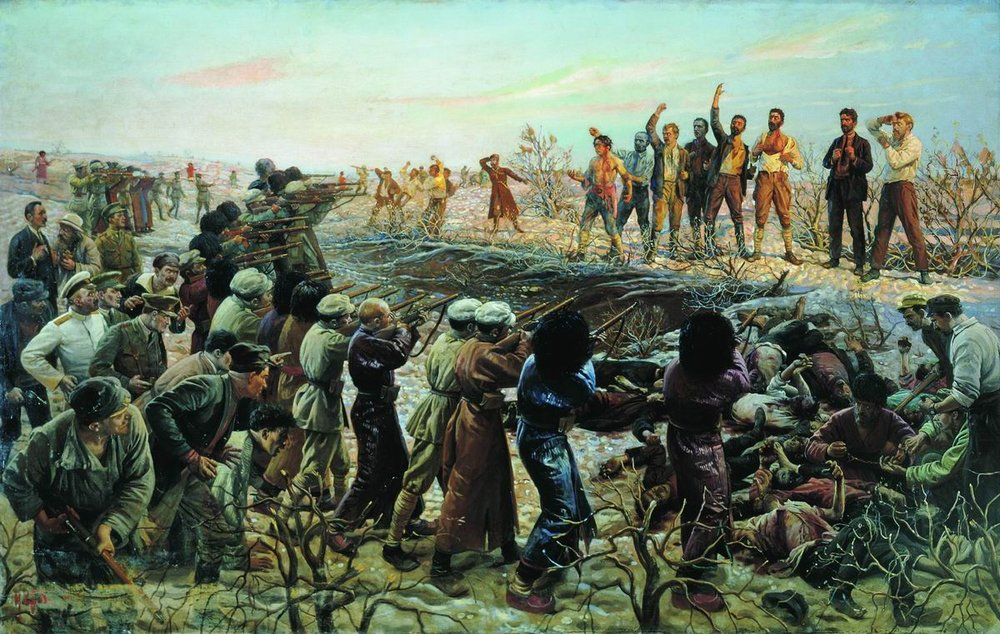
Exécution le 20 septembre 1918 des 26 commissaires bolcheviques de Bakou capturés près de Krasnovodsk, tableau d'Isaak Brodsky (1925)

Le Comité exécutif d'Achgabat s'appuyait sur environ 1000 hommes armés, essentiellement des soldats arméniens et russes. L'opinion britannique sur ces forces n'était guère élogieuse. Le général Wilfrid Malleson (en) avait été envoyé par le gouvernement britannique pour résister aux forces bolcheviques et avait aidé les forces transcaspiennes en leur envoyant une équipe armée de mitrailleuses depuis Mechhed en vertu d'un accord signé le 19 août. Cette équipe a empêché les forces transcaspiennes d'être complètement submergées par les bolcheviks au début du conflit (mission Malleson). Les forces combinées anglo-indiennes et transcaspiennes ont ensuite réussi à expulser les bolcheviks de certaines grandes villes comme Mary.

## Le gouvernement provisoire de Transcaspie et la crise de décembre 1918
Le comité exécutif d'Achgabat prit le nom de gouvernement provisoire de Transcaspie en novembre 1918 après avoir solidifié sa position et s'être assuré du contrôle de Merv et de Tchardjoui. Il est généralement désigné sous le nom de Gouvernement transcaspien.
Toutefois, le Gouvernement était largement dans une position de faiblesse. Il n'avait pratiquement aucune source de pouvoir économique et sa principale ressource était le coton qu'il ne pouvait plus exporter (traité avec de l'acide nitrique, il donnait du fulmicoton, un explosif utilisé dans les munitions et il était auparavant acheté par les Allemands pour soutenir leur effort de guerre). Il cherchait essentiellement à obtenir des fonds des Britanniques qu'il n'obtenait pas, même pour la nourriture que l'armée britannique avait utilisée et promis de payer.
Le Gouvernement transcaspien fut secoué par une crise importante en décembre 1918. Il a senti qu'il ne pouvait pas contrôler la capitale et a demandé l'aide des Britanniques qui leur ont envoyé des troupes. Le peuple commençait à protester et le comité a démissionné. Il a été remplacé par un autre comité, nommé par Reginald Teague-Jones (en). Peu à peu, le nouveau comité finit par passer sous l'influence de l'armée blanche, notamment des Forces Armées du Sud de la Russie et de l'armée du Turkestan dirigées par Dénikine qui vint les renforcer. Cependant, après le retrait des Britanniques, les bolcheviks reprirent l'offensive à partir du mois de mai et battirent les forces transcaspiennes. Ils prirent Achgabat en juillet 1919, Krasnovodsk en février 1920, et la région repassa finalement sous le contrôle du soviet de Tachkent (république socialiste soviétique autonome du Turkestan).

Ashkhabad pendant l'hiver 1918
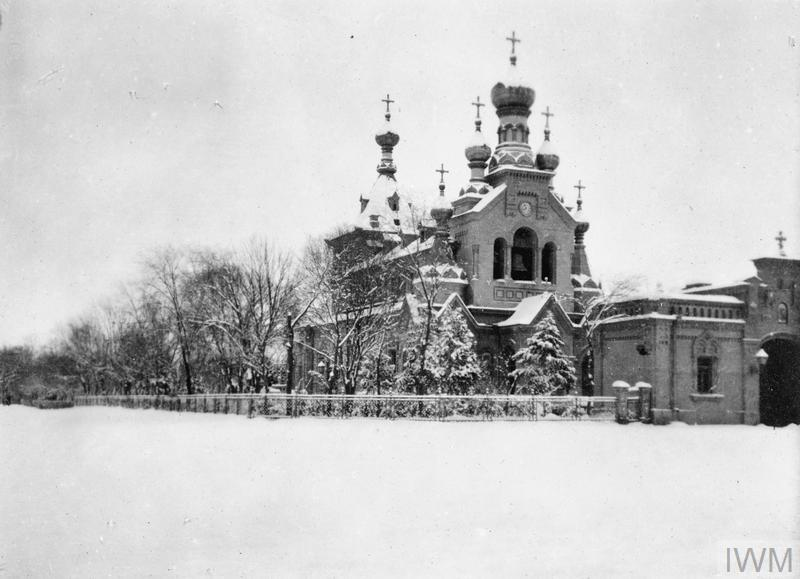
L'église de la garnison russe
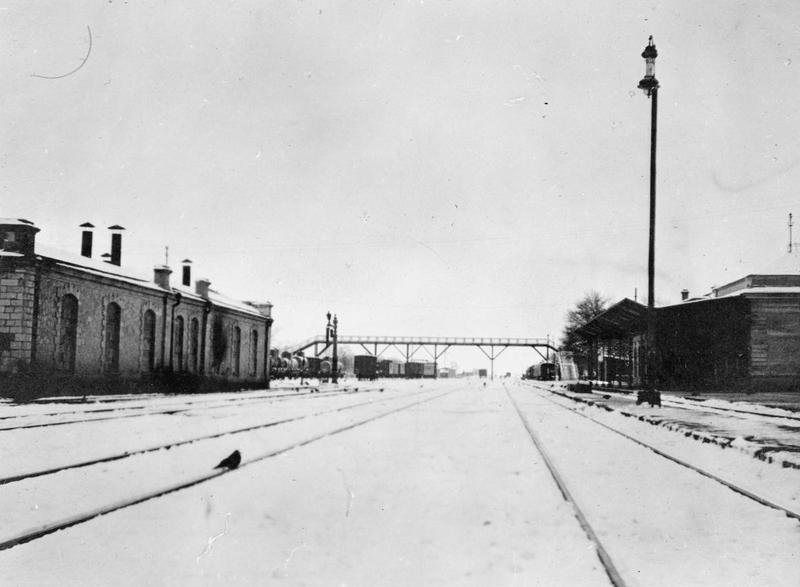
La gare
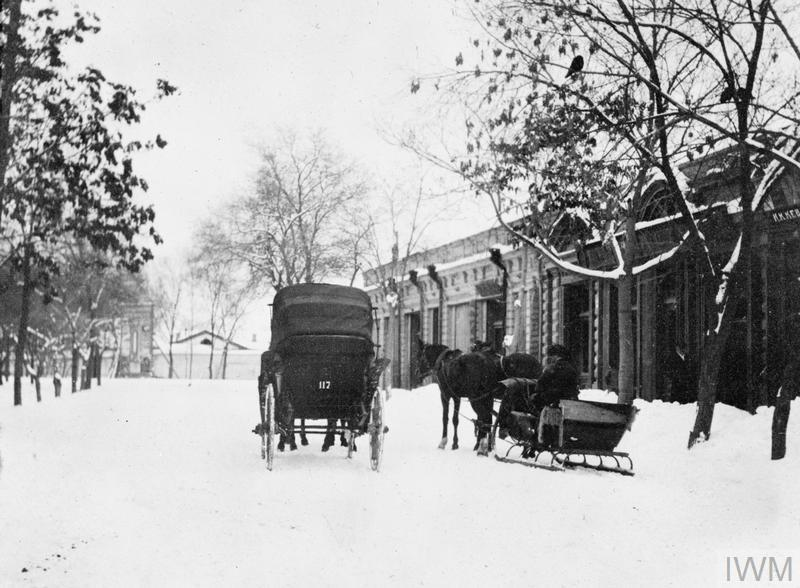
Traineaux tirés par des chevaux